# Josh Holden
Joshua Holden, detto Josh (Calgary, 18 gennaio 1978), è un allenatore di hockey su ghiaccio ed ex hockeista su ghiaccio canadese.

## Carriera
Venne scelto al draft NHL 1996 dai Vancouver Canucks al primo giro; in tre stagioni raccolse 46 presenze in NHL, trascorrendo buona parte delle stagioni nei farm team in American Hockey League (Syracuse Crunch) e International Hockey League (Kansas City Blades).
Nel settembre del 2001 passò ai Carolina Hurricanes, ma la sua esperienza durò soli otto incontri: fece ritorno ai Canucks già ad ottobre, ma non tornò a vestire la loro maglia, poiché venne girato per l'intera stagione ai Manitoba Moose.
Nel giugno del 2002 passò ai Toronto Maple Leafs che cedettero in cambio ai Canucks Jeff Farkas. Raccolse solo sei presenze in due stagioni, venendo girato per il resto al farm team dei St. John's Maple Leafs.
Dal 2004 si è trasferito in Europa. Dopo una prima stagione in SM-Liiga con l'HPK, si trasferì definitivamente in Svizzera dove ha vestito le maglie di Hockey Club Fribourg-Gottéron, Langnau Tigers e EV Zug, dove ha chiuso la carriera nel 2018, divenendo assistente allenatore.
Ha ricoperto questo ruolo fino al termine della stagione 2022-2023, quando è stato scelto come nuovo head coach del Davos.

## Palmarès
- Coppa Spengler: 1

Team Canada: 2012